# Jocurile Olimpice de vară din 2032

Jocurile Olimpice de vară din 2032, cunoscute ca a XXXV-a ediție a Jocurilor Olimpice, se vor desfășura la Brisbane, sub numele de Brisbane 2032.

## Legături externe
- en  Brisbane 2032